# 波西纽斯
波西纽斯是巴西帕拉伊巴州的一个市镇。总面积629.521平方公里，总人口15956人，人口密度25.3人/平方公里。